# Ühlingen-Birkendorf
Ühlingen-Birkendorf (în alemanică Üülingè-Birchèdorf) este o comună din landul Baden-Württemberg, Germania.

## Istorie
Fiecare sat componentă al comunei a avut propria sa istorie.
Se știe că Birkendorf a fost proprietatea unei familii nobiliare cu același nume. Casa de Birkendorf a construit un castel în regiune în secolul al XII-lea. În 1530, Birkendorf a fost retrocedat landrafului de Stühlingen. De asemenea, landgraful deja era proprietarul satelor Berau (în alemanică Bèrau) și Brenden (în alemanică Brändè). Acesta din urmă era de asemenea o posesiune a vasalilor landgrafului, casa de Krenkingen.
Hürrlingen (în alemanică Hürrlingè) și Untermettingen (în alemanică Untermettingè) au fost proprietatea Abației Sfântului Blasiu. Riedern am Wald (alemanică Rièdè) a fost proprietatea Abația Kreuzlingen.
Între 1801 și 1805 toate satele vor fi date marelui Ducat de Baden în timpul Războaielor Napoleoniene.